# Maurilio Silvani
Maurilio Silvani (Isola Sant'Antonio, 24 agosto 1882 – Vienna, 22 dicembre 1947) è stato un arcivescovo cattolico e diplomatico italiano.

## Biografia
Nacque in un paesino in provincia di Alessandria. Prese gli ordini sacri nel 1905 nella cattedrale di Alessandria. 
Appena laureatosi, decise di intraprendere la carriera ecclesiastica presso la curia romana. A Roma, fu amico ed ospite di don Luigi Orione, considerato suo padre spirituale (poi canonizzato). Lavorò per la segreteria di stato, facendosi apprezzare dal segretario, cardinale Eugenio Pacelli, futuro papa Pio XII.
Il 24 luglio 1936, papa Pio XI lo nominò arcivescovo titolare di Lepanto e contestualmente nunzio apostolico ad Haiti e nella Repubblica Dominicana. Ricevette la consacrazione episcopale il 13 settembre 1936 proprio dal cardinale Eugenio Pacelli nella Basilica di San Pietro in Vaticano, assistito dai vescovi Giuseppe Pizzardo e Nicolao Milone.
Nel 1937 mediò per raggiungere un accordo in seguito al massacro di diverse migliaia di haitiani nella Repubblica Dominicana da parte dell'esercito dominicano nell'ottobre dello stesso anno (Massacro del prezzemolo), negoziando col generale Rafael Leónidas Trujillo, dittatore militare e presidente della Repubblica Dominicana, per garantire un pagamento di 750.000 dollari ad Haiti.
Fu protagonista dei colloqui col generale Rafael Leónidas Trujillo, intercorsi nelle piantagioni di zucchero, per ottenere i visti d'ingresso di numerosi ebrei in fuga dalla Germania nazista, grazie all'intercessione di papa Pio XII.
Il 23 gennaio 1942 fu nominato nunzio apostolico in Cile e il 4 marzo 1946 internunzio apostolico in Austria.
Le sue esequie furono celebrate ad Isola Sant'Antonio il 2 gennaio 1948. Una messa di suffragio fu celebrata nella chiesa di Ognissanti a Roma, dall'arcivescovo Nicola Giannattasio alla presenza anche di delegazioni dal Cile e dall'Austria.

## Genealogia episcopale e successione apostolica
La genealogia episcopale è:
- Cardinale Scipione Rebiba
- Cardinale Giulio Antonio Santori
- Cardinale Girolamo Bernerio, O.P.
- Arcivescovo Galeazzo Sanvitale
- Cardinale Ludovico Ludovisi
- Cardinale Luigi Caetani
- Cardinale Ulderico Carpegna
- Cardinale Paluzzo Paluzzi Altieri degli Albertoni
- Papa Benedetto XIII
- Papa Benedetto XIV
- Papa Clemente XIII
- Cardinale Marcantonio Colonna
- Cardinale Giacinto Sigismondo Gerdil, B.
- Cardinale Giulio Maria della Somaglia
- Cardinale Carlo Odescalchi, S.I.
- Cardinale Costantino Patrizi Naro
- Cardinale Lucido Maria Parocchi
- Papa Pio X
- Papa Benedetto XV
- Papa Pio XII
- Arcivescovo Maurilio Silvani

La successione apostolica è:
- Vescovo Cándido Rada Senosiáin, S.D.B. (1945)
- Vescovo Pio Alberto Fariña (1946)